# الاتجار بالبشر في كندا
أصبح الاتجار بالبشر في كندا مشكلة قانونية وسياسية، وكان أعضاء الهيئة التشريعية الكنديين عرضة للنقد بسبب فشلهم في التعامل مع هذه المشكلة بطريقة أكثر تنظيمًا. تعرِّف هيئة السلامة الكندية الاتجار بالبشر بـ «إنه تطويع ونقل وإيواء، أو ممارسة السيطرة أو التوجيه أو التأثير في الشخص من أجل استغلاله، عادةً بالاستغلال الجنسي أو العمل الإجباري». وغالبًا ما يجري وصف الاتجار بالبشر بأنه شكل حديث من العبودية.
تشكَّل مكتب كولمبيا البريطانية لمكافحة الاتجار بالأشخاص سنة 2007، ما يجعل كولومبيا البريطانية أول مقاطعة تتعامل مع الاتجار بالبشر رسميًا. أكبر عملية اتجار بالبشر في التاريخ الكندي كانت متعلقة بتفكيك منظمة دوموتور-كلمبر الإجرامية. وضعت الحكومة الكندية في يونيو 2012 خطة العمل الوطني لمكافحة الاتجار بالبشر. تأسست فرقة العمل الخاصة بالاتجار بالبشر لتتولى مهام فريق العمل المشترك بين الدوائر، المعني بالاتجار بالأشخاص، بوصفه هيئة مسؤولة عن تطوير السياسات العامة المرتبطة بالاتجار بالبشر في كندا. أطلق المركز الكندي لإنهاء الاتجار بالبشر عام 2019 الخط الساخن الوطني لمكافحة الاتجار بالبشر في كندا، لتأمين الاستجابة لأزمات الأشخاص الذين يُتاجر بهم وللتزود بتقارير سرية.
وضع مكتب وزارة الخارجية الأمريكية لمراقبة ومكافحة الاتجار بالأشخاص سنة 2017 البلاد ضمن التصنيف الأول.

## الخيّالة الملكية
سنة 2005، قدرت شرطة الخيّالة الملكية الكندية أن 600-800 شخص يهربون سنويًا إلى كندا، إضافةً إلى 1500-2200 آخرين يهربون عبر كندا إلى الولايات المتحدة. وحُدِثت هذه النتائج سنة 2010. سنة 2011، صرح العريف جيسي بندرا بوجود أكثر من ثلاثين تحقيقًا جاريًا بخصوص الاتجار بالبشر في كندا.

## القانون
في يونيو 2010، سَن البرلمان الكندي قانون تعديل القانون الجنائي «الحد الأدنى لعقوبة الجنح المرتبطة بالاتجار بأشخاص تحت سن 18». نص القانون على الحكم الإلزامي بالسجن مدة خمس سنوات للمتهمين بالاتجار بالأطفال داخل كندا. وفي يونيو 2012، عُدل قانون لتعديل القانون الجنائي الخاص بالاتجار بالبشر لتتمكن الحكومة الكندية من مقاضاة الكنديين لاتجارهم بالأشخاص خارج كندا.

### الاستجابة الحكومية
علّق وزير الهجرة والجنسية مونت سلبورج على التقرير قائلًا: «إنه أمر مخيف للغاية، وإذا وُجدت إصلاحات تشريعية أو تنظيمية، فينبغي أن تصبح من أولوياتنا، خاصةً أننا نتحدث عن أشخاص مستضعفين بدرجة كبيرة».

### تقارير وزارة الخارجية الأمريكية حول الاتجار بالأشخاص
تقرير الولايات المتحدة حول الاتجار بالبشر هو تقرير سنوي يصدر عن وزارة الخارجية الأمريكية لتقييم موقف الاتجار بالبشر على الصعيد الدولي، مع كون «المستوى الأول» هو الأفضل في حين أن «المستوى الثالث» قد يخضع لعقوبات معينة من الحكومة الاميركية مثل حجب المساعدات الأجنبية غير الإنسانية وغير المرتبطة بالتجارة، وحجب تمويل برامج التبادل التعليمي والثقافي لموظفي الحكومة. قُيمت كندا بصورة مستمرة في «المستوى الأول» باستثناء عام 2003 إذ عُدت في «المستوى الثاني». ينص التقرير الصادر سنة 2009 على أن كندا تمتثل بالكامل للمعايير الدنيا للقضاء على الاتجار بالبشر. وخلال العام الماضي، وفرت الحكومة الكندية حماية وجهود وقائية قوية للضحايا، وأظهرت تقدمًا واضحًا في مقاضاة ومعاقبة مرتكبي جرائم الاتجار بالبشر، وحقّقت خمس إدانات خاصة بالاتجار. ومع ذلك أفاد موظفو قوات حفظ القانون بوجود صعوبات في تأمين عقوبات مناسبة ضد مرتكبي الجرائم.
أكد التقرير الصادر سنة 2010 أن حالة كندا من المستوى الأول. ينص التقرير على أن «دعارة البالغين ليست اتجارًا بالبشر بصرف النظر هل هي قانونية أم لا». لذلك، فإن تقنين العمل الجنسي في كندا لن يؤثر في التصنيف. وهذا يختلف عن التقارير السابقة التي ربطت الدعارة بالاتجار بالبشر. أما الولايات المتحدة فتمتثل لمنظمة العمل الدولية التي غالبًا ما تعد الاتجار بالبشر أمر يخص العمل الإجباري أكثر من الاستغلال الجنسي.

## السكان الأصليون من النساء والفتيات
إن الاستغلال الجنسي والاتجار بالفتيات والنساء من السكان الأصليين هو أكثر شيوعًا مما يعتقد البعض.
وفقًا لمؤسسة النساء الأصليات في كندا، فأن نسبة التمثيل الزائدة في الاستغلال الجنسي والاتجار بالبشر للنساء والفتيات الاصليات قد رصدت مرارًا وتكرارًا في عدة مناسبات على مر السنين. مع ذلك، فإن جذور الأسباب المحددة لا تتغير على ما يبدو. وهذا هو من تأثير الاستعمار في مجتمعات السكان الأصليين، وإرث المدارس السكنية وأثرها بين الأجيال والعنف الأسري وسوء المعاملة في فترة الطفولة، والفقر والتشرد وشُح ضروريات البقاء، والتمييز العنصري والتمييز القائم على أساس الجنس، وعدم كفاءة التعليم والهجرة وإدمان المخدرات. اتخذ الاستعمار في كندا وحافظ على نهج قائم على التمييز المنظم، تجسد في سياسات وقوانين مؤذية أضرت كثيرًا بمجتمعات السكان الأصليين. تظهر الأبحاث الخاصة بالاتجار بالبشر في كندا أن النساء والأطفال من السكان الأصليين يشكلون أغلبية من يُتاجر بهم محليًا.

### التجنيد
يخفي المتاجرون بالبشر استغلالهم خلف الادعاء بأبداء الاهتمام بالفتاة، وقد تبدأ العلاقة بهدايا مرتفعة السعر. في بعض الأحيان تجند الفتيات فتيات أخريات، ودوافعهن للاستمرار ليست الاستفادة الاقتصادية بقدر ما تكون الخوف من عنف رؤسائهن المتاجرين بالبشر حال رُفضن أو أن يفشلن في جلب فتيات أخريات. الراقصات اللائي ينتهي بهن الأمر للاتجار بهن هن من الفتيات الأصليات اللائي يُنقلن للعمل بين المقاطعات عدة مرات إلى أن ينقطع اتصالهن بالأصدقاء أو العائلة. إن الفتيات من السكان الأصليين، خاصةً الفتيات من المجتمعات الريفية، يُستقطبن أحيانًا في أثناء تواصلهن مع المتاجرين في المدينة، الذين يعدونهن بوظائف محترمة. يُعد التنقل المتطفل في أثناء السفر وسيلة أكثر مباشرة، إذ تُلتقَط الفتيات في أثناء محاولتهن السفر أو التنقل، ليُرغَمن على الوقوع في الاستغلال الجنسي.
تمثل العصابات جزءًا كبيرًا من عمليات التجنيد. قد يكون أحد دوافع وجود عصابات للاتجار الجنسي بالنساء والفتيات من السكان الأصليين هو التصور بأن الاتجار بالنساء والفتيات من أجل أعمال جنسية يرتبط بعقوبة سجن منخفضة الخطورة. تستخدم العصابات أساليب تجنيد مماثلة للأساليب التي يستخدمها التجار. يُعد الإدمان على المخدرات من الأساليب الشائعة للعصابات، أكثر من استخدام القوة، لتحقيق امتثال هؤلاء النساء. فيما يخص شبان السكان الأصليين الضعفاء، الذين عادةً ما يعانون تدني احترام الذات وغياب الشعور بالانتماء، فإن العصابات قد تستخدم كلا الأسلوبين للالتحاق بها. أحيانًا، تتطلب عمليات التجنيد استغلالًا جنسيًا، أو تتطلب تجنيد أشخاص آخرين. إن تزايد وجود العصابات يمثل مصدرًا متزايدًا، وإن كان غير محدد تمامًا، لتجنيد النساء والفتيات من السكان الأصليين للاتجار بالجنس.